# Fórmula 2 Codasur

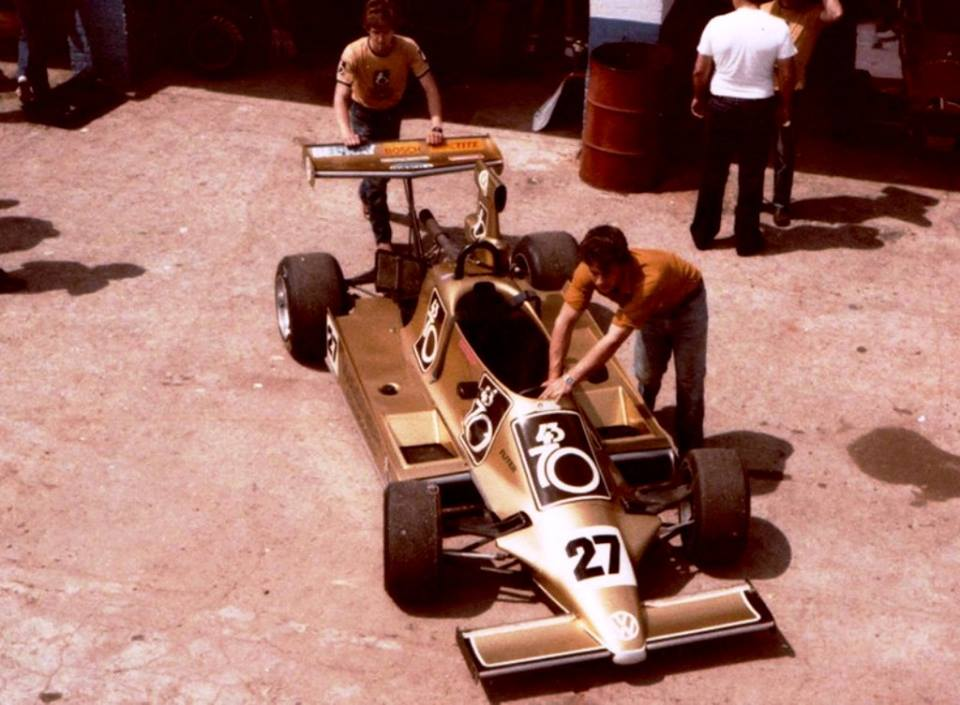
Monoplaza de F2 de Alberto Scarazzini.

La Fórmula 2 Codasur fue una competencia de Fórmula 2 organizada por la Confederación Deportiva Automovilística Sudamericana (CODASUR) y que se disputó en América del Sur, entre los años 1983 y 1986. Esta categoría tuvo a lo largo de sus cuatro ediciones a un solo campeón que fue Guillermo Maldonado, quién a bordo de un Berta-VW, se coronó campeón en todas las ediciones. Fue reemplazada en 1987 por la Fórmula 3 Sudamericana.

## Concepto
La idea de crear esta categoría se vio fortalecida luego de la alta competitividad que mostraban las categorías de Fórmula 2 en los países sudamericanos. Tanto en Argentina, como en Brasil, Uruguay, Chile, Venezuela y otros países, el nivel de competitividad era muy alto. Fue así que en 1982, se decidió la creación de la Confederación Deportiva Automovilística Sudamericana (Codasur según sus siglas) y se decidió unificar las categorías nacionales en una sola categoría continental. Esta categoría finalmente vio la luz en el año 1983, desarrollando carreras en circuitos de Argentina, Brasil, Chile, Uruguay y otros países sudamericanos. La mayoría de los pilotos eran oriundos justamente de estos cuatro países, aunque también lo habían de Venezuela y Perú.

## Proveedores
Los prototipos eran en su mayoría chasis locales, equipados por motores de diferentes marcas, de las cuales las más destacadas eran Volkswagen (1500 y Passat) y Renault 18. También, jugaron su papel los diferentes carroceros tales como Berta, Muffato, Ralt, etc.
Sin embargo, a pesar de los nombres y preparadores, la categoría tuvo un solo campeón a lo largo de sus cuatro ediciones, ya que Guillermo Maldonado se coronó campeón en las cuatro oportunidades que se disputó la categoría, tripulando un prototipo Berta-VW 1500. Frente a él, tuvo como rivales a pilotos como Leonel Friedrich, Anor Friedrich, Luis Rubén Di Palma, Miguel Ángel Etchegaray, Guillermo Kissling, entre otros.

## Campeones
| Año  | Piloto              | Coche                     |
| ---- | ------------------- | ------------------------- |
| 1983 | Guillermo Maldonado | Berta Mk2-Volkswagen 1500 |
| 1984 | Guillermo Maldonado | Berta Mk2-Volkswagen 1500 |
| 1985 | Guillermo Maldonado | Berta Mk2-Volkswagen 1500 |
| 1986 | Guillermo Maldonado | Berta Mk2-Volkswagen 1500 |